# Scopula acharis
Scopula acharis là một loài bướm đêm trong họ Geometridae.